# Taichi Oka
Taichi Oka (jap. 岡太一 Oka Taichi; ur. 5 kwietnia 1988) – japoński zapaśnik w stylu klasycznym. Zajął szesnaste miejsce na mistrzostwach świata w 2013. Dziesiąty na igrzyskach azjatyckich w 2014. Brązowy medal na mistrzostwach Azji w 2015. Dziesiąty w Pucharze Świata w 2013 roku.